# Michael Ashley

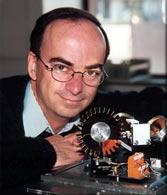

Michael C. B. Ashley ist ein australischer Astronom. Er hat eine Professur an der School of Physics der University of New South Wales, in Sydney, wo er sich besonders für eine Beobachtungsstation auf Dome C in der Antarktis engagiert.

## Antarctica und Dome C
Zusammen mit Jon Lawrence, Andrei Tokovinin und Tony Travouillon veröffentlichte er im September 2004 in Nature einen Beitrag über die Beobachtungsbedingungen in Antarctica. Sie kamen zu dem Schluss, dass der Dome C als Standort eines Observatoriums ideal ist, da dort der klarste Himmel auf der Erde zu finden sei.